# Liste der Kulturdenkmale in Müllheim (Baden)

In der Liste der Kulturdenkmale in Müllheim sind Bau- und Kunstdenkmale der Stadt Müllheim im Markgräflerland verzeichnet, die im „Verzeichnis der unbeweglichen Bau- und Kunstdenkmale und der zu prüfenden Objekte“ des Landesamts für Denkmalpflege Baden-Württemberg verzeichnet sind. Dieses Verzeichnis ist nicht öffentlich und kann nur bei „berechtigtem Interesse“ eingesehen werden. Die folgende Liste ist daher nicht vollständig.

## Allgemein
- Bild: Zeigt ein ausgewähltes Bild aus Commons, „Weitere Bilder“ verweist auf die Bilder im Medienarchiv Wikimedia Commons.
- Bezeichnung: Nennt den Namen, die Bezeichnung oder die Art des Kulturdenkmals.
- Lage: Straßenname und Hausnummer oder Flurstücknummer des Kulturdenkmals, gegebenenfalls auch den Ortsteil. Die Grundsortierung der Liste erfolgt nach dieser Adresse. Der Link (Karte) führt zu verschiedenen Kartendiensten mit der Position des Kulturdenkmals. Fehlt dieser Link, wurden die Koordinaten noch nicht eingetragen. Sind diese bekannt, können sie über ein Tool mit einer Kartenansicht einfach nachgetragen werden. In dieser Kartenansicht sind Kulturdenkmale ohne Koordinaten mit einem roten bzw. orangen Marker dargestellt und können durch Verschieben auf die richtige Position in der Karte mit Koordinaten versehen werden. Kulturdenkmale ohne Bild sind an einem blauen bzw. roten Marker erkennbar.
- Datierung: Baubeginn, Fertigstellung, Datum der Erstnennung oder grobe zeitliche Einordnung entsprechend des Eintrags in der zuständigen Denkmaldatenbank (Landesamt für Denkmalpflege Baden-Württemberg).
- Beschreibung: Kurzcharakteristik des Kulturdenkmals.

## Kulturdenkmale der Stadt Müllheim im Markgräflerland
| Bild           | Bezeichnung                | Lage                                  | Datierung                  | Beschreibung | ID |
| -------------- | -------------------------- | ------------------------------------- | -------------------------- | --- | -- |
| Weitere Bilder | Kirche                     | Dattingen, Am Bach 10a (Karte)        | um 1450                    | Ev. Pfarrkirche, ehem. St. Jakobus, mit ehem. Friedhof, Friedhofsmauer und Gefallenendenkmal. Die ehemalige Filialkirche von Britzingen wird 1452 als St. Jakobus-Kapelle mit ”Begräbnis“ erwähnt. Langhaus und eingezogener Chor mit höherem First spätmittelalterlich. Unter der tief abgeschleppten Dachfläche des Chors Sakristei. Am Langhaus eine spitzbogige Tür und ein spitzbogiges Fenster aus spätmittelalterlicher Zeit sowie am Traufansatz ein gemalter Ornamentfries mit spätgotischen Maßwerkformen. Drei hohe, segmentbogige Fenster an der Nordseite und eines der gleichen Art an der Südseite wurden erst im späten 18. oder frühen 19. Jahrhundert eingebrochen. Im 19. Jahrhundert Anbau eines quadratischen, von Stockwerksgesimsen gegliederten Westturms mit Pyramidenhelm von dem jedoch anzunehmen ist, dass er einen älteren Vorgänger besaß. Chor und Sakristei werden von einem Kreuzrippengewölbe überdeckt, Chorbogen spitzbogig, Langhaus mit Flachdecke, Westempore. Im Turm das sogenannte ”Silberglöcklein“, die älteste Glocke im Kirchenspiel. Sie trägt die Inschrift: ”Martin Kaltenbach, Vogt, Hans Steger, Geschworener, 1622, SOLI DEO GLORIA“. Östlich der Kirche Teile der ehemaligen Friedhofsmauer mit markantem Torbogen. Gefallenendenkmal des 2. Jahrzehnts des 20. Jh. mit Trauernder. (Sachgesamtheit) |    |
| Weitere Bilder | Saalkirche                 | Zunzingen, Am Kirchbuck 8 (Karte)     |                            | Evangelische Pfarrkirche. Saalbau mit Dachreiter und Querschnittfassade auf leichter Anhöhe am westlichen Dorfrand, umgeben von mauerumschlossenem Kirchhof. Im Kern romanisch mit Fischgrätmauerwerk. Auf das Mittelalter deuten auch noch die beiden kleinen Rundbogenfenster in der Nord bzw. Südwand hin, die schon in spätmittelalterlicher Zeit vermauert wurden und heute lediglich am Außenbau als Nischen in Erscheinung treten. Im späten Mittelalter Erweiterung nach Osten. Aus dieser Zeit die gekehlten Fenstergewände und der kielbogenförmige Türsturz über dem heutigen Eingang. Um 1800 wurde der Giebel mit getrepptem Ortgang dekoriert. Zusammen mit den Giebelfenstern, dem Dachreiter und dem großen Fenster im westlichen Bereich der Südwand waren dies Baumaßnahmen, die sich stilistisch an die Weinbrennerschule anlehnten. Der flachgedeckte Innenraum mit großer Empore. An der Nordseite der Kirche Gefallenendenkmal, 1. Viertel 20. Jh. Gusseiserner Brunnen aus schlanker Säule und runder Schale vor der Friedhofsmauer. (Sachgesamtheit) |    |
|                | Schul- und Rathaus         | Am Schulplatz 2 (Karte)               | 1880                       | Schul- und Rathaus. Erbaut 1880 mit zwei Schulstuben und Lehrerwohnungen. Seine Architektur mit Mittelrisalit und Dreiecksgiebel orientiert sich deutlich am Anspruch städtischer Vorbilder. Bis 1926 Sitz der Gemeindeverwaltung. Seit 1980 Gemeindesaal und Probenlokal. Schulhaus, dessen Formen in der lang nachwirkenden Tradition der Badischen Bauverwaltung stehen. | BW |
|                | Alter Müllheimer Friedhof  | Bismarckstraße 45 (Karte)             |                            | Sachgesamtheit ”Alter Müllheimer Friedhof“ - Friedhofsmauer - Epitaphien - Hauptachsen mit Alleebäumen - Friedhofskreuz - Kriegerdenkmal - Leichenhalle | BW |
|                | Schule                     | Brunnenstraße 40 (Karte)              | 18. Jh.-19. Jh.            | Schulhaus, heute Wohnhaus, das sich aus zwei Baukörpern zusammensetzt. Der ältere, langgestreckte Teil nahm Schulstube und Lehrerwohnung auf und stammt aus dem 18. Jh. Großer Gewölbekeller. Der Schulsaal wurde 1895 angefügt (Datum über dem Eingang). Er passt sich in seinen Proportionen nicht dem Bestehenden an, sondern folgt als Kubus mit flachem Walmdach der nachklassizistischen Bautradition der staatlichen badischen Bauverwaltung. | BW |
|                | Dreiseithof                | Bürgelnstraße 30 (Karte)              | 2. Hälfte 19. Jh.          | Dreiseitgehöft der 2. Hälfte des 19. Jh. bestehend aus dem 1865 datiertem Wohnhaus, einem Schopf und einer Werkstatt. Das Gehöft steht in der Tradition der lokalen Bauweise der 2. Hälfte des 18. Jh. Während die Art der Anlage und die Proportionen der Baukörper etwa gleich geblieben sind, ändern sich die Einzelformen, so setzt sich nun das Traufgesims aus einem Zahnschnittfries und Diamantband zusammen. Dasselbe zeigen auch die Nebengebäude teilweise mit Klinkern und Fachwerk, wie es in der 2. Hälfte des 19. Jhs. beliebt war. (Sachgesamtheit) | BW |
|                | Gasthof zum Ochsen         | Bürgelnstraße 32 (Karte)              | 18. Jh.                    | Gasthof zum Ochsen, erstmals urkundlich erwähnt 1722. Vierseitig bebautes Anwesen, bestehend aus zweiflügeligem, am Eingangsportal 1762 datiertem Gasthaus, einem Tordurchfahrtsbau mit Schopf, einer rückwärtigen, erneuerten Laube, einer stattlichen 1788 datierten Scheune und einem Wirtschaftsgebäude, das das Anwesen nach Südwesten schließt. Am Wohnhaus mit winkelförmigem Grundriss ein 1763 datiertes Eingangsportal. Scheune 1788 datiert. Diese Elemente, die sich innerhalb einer lokalen handwerklichen Konvention bewegen, gliedern das Anwesen in wirkungsvoller Weise und stellen ein charakteristisches Merkmal der ländlichen Bauweise dar. Die Vierseitanlage ist ein aussagekräftiges Beispiel zur Erforschung der Hauslandschaft der Gegend. Zudem kommt dem Gebäude als Gasthof auch ortsgeschichtliche Bedeutung zu. |    |
|                | Gasthof                    | Gerbergasse 8 (Karte)                 | 1. Hälfte 19. Jh.          | Gasthaus zum Oberen Engler, heute Wohnhaus erbaut in der ersten Hälfte des 19. Jahrhunderts mit großem Gewölbekeller. Am ehem. Viehmarkt gelegen ist der einstige Gasthof „Zum Oberen Engler“ ist ein wichtiges Dokument der Ortsgeschichte. | BW |
|                | Margarethenkapelle         | Hauptstraße 40 (Karte)                | 1756                       | Margarethenkapelle mit Kirchhof, Kirchhofmauer, und Grabdenkmalen. Kleiner Saalbau mit polygonalem Chorschluss und Dachreiter. Erste urkundliche Erwähnung 1372, 1756 neu erbaut, wechselnde Funktionen, seit 1970 wieder Kapelle Bis 1837 war der Kirchhof Friedhof von Müllheim. 1850 Pfarrkirche der neugegründeten katholischen Gemeinde. Nach dem Bau der neuen katholischen Kirche Turnhalle. 1970 Widerherstellung als Kapelle. Mit ihrer wechselvollen Geschichte ist die Margaretenkapelle ein für die Stadtgeschichte Müllheims wichtiges Dokument und ein Zeugnis der Sakralarchitektur des 18. Jahrhunderts. (Sachgesamtheit) | BW |
| Weitere Bilder | Spital                     | Hauptstraße 78 (Karte)                | 1846-1847                  | Ehemaliges Spital, erbaut 1846–47 für die junge Stadt Müllheim anstelle der Zehnttrotte. Als qualitätvolles und charakteristisches Anschauungsbeispiel der Baugesinnung im Einflussbereich des badischen Baudirektors Heinrich Hübsch in den vierziger Jahren des 19. Jahrhunderts stellt der Bau eine wichtige baugeschichtliche Quelle dar. |    |
|                | Pflegeheim Elisabethenheim | Hauptstraße 149 (Karte)               | 1813-2. Hälfte 19. Jh.     | Elisabethenheim, Stiftung der Familie Blankenhorn, 1813 erbaut, Umbau in der 2. Hälfte des 19. Jh. Eingangshalle mit kuppeligen Gewölben auf Rechteckpfeilern. Charakteristisches Beispiel Müllheimer Architektur der Mitte des 19. Jahrhunderts. Als Stiftung eines wohlhabenden Bürgers auch von ortsgeschichtlicher Bedeutung. | BW |
|                | Gehöft                     | Hebelstraße 26 (Karte)                | 4. Viertel 18. Jh.-19. Jh. | Gehöft bestehend aus Wohnhaus und Scheune, Wohnhaus von 1798, Scheune 1834. Die Anordnung der Bauten ergibt sich aus dem Straßenverlauf und der Parzellierung des Geländes. (Sachgesamtheit) | BW |
|                | Wasserhochbehälter         | Heilweg (Karte)                       | 1913                       | Wasserhochbehälter der Trinkwasserversorgung Britzingen, erbaut 1913. Rechteckiger Bau mit geböschten Eckpfeilern. Vorgelagert kleine Treppenanlage. | BW |
| Weitere Bilder | Saalkirche                 | Hügelheim, Höllbergstraße (Karte)     | um 1300–18. Jh.            | Evangelischen Pfarrkirche in mehreren Bauphasen entstanden mit spätromanischem Chorturm und Wandmalereien der Zeit um 1300. Saalkirche mit Ostturm, im östlichen Bereich des Langhauses rechtwinklig Annexbau mit 5/8 Schluss angefügt. Südwand des romanischen Kirchenschiffes mit farbigen Wandmalereien, um 1300: Oberes Bildfeld: Erschaffung der Fische, Vögel und Tiere aus einem Schöpfungszyklus. Mittleres Bildfeld: Der blinde Jäger erschießt mit seinem Pfeil Kain. Unteres Bildfeld: Kopf des Johannes Evangelista, Kreuzigungsdarstellung, Auferstehung Christi. Unter der Empore: Jüngstes Gericht. 1492 Erweiterung des Altarraums im Turmerdgeschoß nach Osten. Möglicherweise mit den Veränderungen am Turm Abbruch der Südwand des romanischen Chors und Errichtung der heutigen Wand. 1667 Erweiterung des Kirchenschiffes nach Norden. 1746–47 Verlängerung des Kirchenschiffes nach Westen und Errichtung des Chörleins im Norden. Verlegung der Sakristei in das Turmerdgeschoß und Vermauerung der Öffnung des Turmerdgeschosses bis auf die Tür zum Kirchenschiff hin. Abgesehen von kleineren Renovierungen blieb dieser Bestand bis heute bewahrt. In die Außenwand des Langhauses sind verschiedene Epitaphien des 18. und 19. Jahrhunderts eingelassen. Mit ihrem markanten spätromanischen Chorturm und den qualitätvollen Wandmalereien der Zeit um 1300 stellt die Kirche ein wichtiges Zeugnis der Sakralarchitektur dar und ist darüber hinaus von kunstgeschichtlicher bzw. künstlerischer Bedeutung für die Erforschung mittelalterlicher Wandmalerei. |    |
| Weitere Bilder | Saalkirche                 | Niederweiler, Lindenstraße 29 (Karte) | 1901                       | Evangelische Pfarrkirche 1901 durch den Architekten Ludwig Krafft auf platzartiger, leicht erhöhter Grünfläche erbaut. Genordeter gotisierender Saalbau aus braungelben Klinkern mit polygonalem Dachreiter über der Eingangsfassade. Im Inneren ein halboffener Dachstuhl auf profilierten Konsolen sowie eine weiträumige Orgelempore. Altar und die Kanzel aus der Erbauungszeit. Beispiel für den ländlichen protestantischen Kirchenbau im Markgräflerland am Beginn des 20. Jahrhunderts. Vor der Eingangsfassade der Kirche Gefallenendenkmal der 1920er Jahre (Sachgesamtheit) |    |
|                | Gasthaus Hotel Winzerhaus  | Marktplatz 4 (Karte)                  | um 1825                    | Hotel Winzerhaus, erbaut im frühen 19. Jh. als Südostbegrenzung des Marktplatzes mit wohlproportionierter symmetrisch ausgebildeter Hauptfassade. Teilunterkellerung mit Gewölben. | BW |
| Weitere Bilder | Saalkirche                 | Muggardt 29 (Karte)                   | 15. Jh.                    | Evangelische Filialkapelle; Mauerfugen unter dem Putz ließen darauf schließen, dass es sich ursprünglich wohl um einen Rechteckraum mit eingezogenem rechteckigen Chor handelte, der vielleicht schon in romanischer Zeit entstanden war und der später, wohl in der Spätgotik, einen neuen Chorschluss sowie größere Fenster erhielt. Umbau zwischen 1430–50 durch den Johanniterorden erbaut. Für 1662/1663 sind starke Zerstörungen an der Kapelle überliefert, die durch Kriegswirren hervorgerufen worden waren. Es wird berichtet, dass der Maurer „Caspar Füchslein zu Gütigheim die Kirch samt dem Chor und Thürnlein gantz von Newen einzudecken“ habe. Somit ist gesichert, dass schon vor dem Dreißigjährigen Krieg ein Dachreiter den First der Kapelle bekrönte. 1741 werden die Fenster erneuert, von denen es heißt, dass sie in „den Alten Zeiten gäntzlich ruinieret“ worden seien. Saalkirche mit dreiseitig polygonalem Chorschluss und Dachreiter auf einer leichten Anhöhe am Nordrand des Dorfes. Der Bau ist nicht geostet, sondern in Nordsüdrichtung gedreht und korrespondiert so mit der Topographie des Weilers, der entlang des Zufahrtsweges zur Kapelle entstanden ist. Eingangsgiebelwand von starken und geböschten Eckpfeilern flankiert. Auf der Mitte Portal mit Kielbogen. Wappen in den Seitenwänden und dem Chorschluss sind Maßwerkfenster unterschiedlicher Form. Konsolsteine in der Giebelwand belegen, dass ein hölzerner Vorbau der Eingangswand vorgelegt war. Im Innern Flachdecke sowie über dem Eingang eine Empore.                      |    |
| Weitere Bilder | Saalkirche                 | Feldberg, Rheintalstraße 1 (Karte)    | 13. Jh.-18. Jh.            | Evangelische Pfarrkirche. Saalkirche mit erhöhtem, eingezogenem polygonal schließendem Chor. An der Nordseite neben dem Chor, leicht eingezogener Turm mit Satteldach, spitzbogigen Schallöffnungen und Mauerschlitzen. Der Turm geht in seinen unteren Geschossen auf das 13. Jahrhundert zurück. In seinem Erdgeschoß, dem ehemaligen Chorraum, heute die Sakristei, die an den Wänden spätgotische Wandmalereien und eine Sakramentsnische mit der Jahreszahl 1464 aufweist. Im ausgehenden Mittelalter wurde das Kirchenschiff abgebrochen und stattdessen ein neues mit polygonalem Chorschluss südlich an den Turm in spätgotischen Architekturformen angebaut. Dabei wurde möglicherweise das alte Westportal wiederverwendet. Unter Umständen muss jedoch dessen Jahreszahl nicht wie üblich 1420, sondern als 1520 gelesen werden, womit der Neubau überzeugend datiert wäre. Umfangreiche Umbauarbeiten fanden im 18. Jahrhundert statt. Bei einer Restaurierung im Jahre 1977 wurden im Bereich der Fenster Reste einer vorbarocken, ornamentalen Ausmalung festgestellt und für die Neudekoration rekonstruiert. Die Kirche steht in einer von Substruktionsmauern umgebenen Freifläche, auf der sich bis zum 19. Jh. der Friedhof befand. (Sachgesamtheit) |    |
| Weitere Bilder | Kirche                     | Werderstraße 32 (Karte)               | 1876-1881                  | Evangelische Pfarrkirche, 1876–81 nach Entwürfen von Oberbaurat Heinrich Leonhard unter der Leitung von Bauinspektor Adolf Schöpfer. Fünfjochige Pfeilerbasilika mit eingezogenem polygonalem Chor. |    |
|                | Amtsgericht                | Werderstraße 37 (Karte)               | 1842-1845                  | Amtsgericht und Gefängnis, erbaut 1842-1845. (Sachgesamtheit) | BW |
|                | Altes Rathaus              | Werderstraße 48 (Karte)               | 1867                       | Altes Rathaus, erbaut 1867 anstelle der Zehnttrotte im Zwickel zwischen Werder- und Wilhelmstraße. |    |
|                | Ehem. Weingut Blankenhorn  | Werderstraße 49 (Karte)               | 1880                       | Wohnhaus, ehemals Weingut Blankenhorn mit rückwärtigem Remisengebäude. Das Wohnhaus 1880 am Schlussstein des Terrasseneingangs datiert. (Sachgesamtheit) | BW |
| Weitere Bilder | Pfarrkirche Herz-Jesu      | Werderstraße 54, 56 (Karte)           | 1876-1879                  | Kath. Pfarramt Herz Jesu mit Pfarrhaus, erbaut, 1876–79 durch Lukas Engesser. Fünfjochige Saalkirche mit eingezogenem Chor und halbrunder Apsis. Nicht geostet. Westlich der Kirche das Pfarrhaus mit gewölbtem Weinkeller. Innenerschließung durch doppelläufige Podesttreppe. Wohnräume des Pfarrers und Gastzimmer im Obergeschoss. (Sachgesamtheit) |    |
| Weitere Bilder | Markgräfler Museum         | Wilhelmstraße 7 (Karte)               | 19. Jh.                    | Vierseitgehöft, Markgräfler Museum, ehemaliger Blankenhornhof (Sachgesamtheit) |    |
|                | Wache                      | Wilhelmstraße 10, 12                  | 19. Jh.                    | Stadtwache Anfang 19. Jh. |    |
| Weitere Bilder | Kirche St. Martin          | Wilhelmstraße 12 (Karte)              | 14. Jh.-um 1550            | Ehem. evang. Pfarrkirche St. Martin, erbaut anstelle einer römischen Villa. Saalbau mit polygonalem Chorschluss und Westturm. Nach der Reformation, um die Mitte des 16. Jh., ein erster Saalbau mit Apsis und Westturm bis auf den Turm abgerissen und durch die heutige Anlage ersetzt. Turm im unteren Bereich 14. Jh. In der Turmhalle Wandmalereien der Mitte des 14. Jh. mit Darstellungen von Abrahams Schoß und Weltgericht. Im Langhaussaal Architekturmalerei des 16. Jh. An der Langhausaußenwand Grabdenkmäler des 16. - 18. Jh. |    |
|                | Amtshaus                   | Wilhelmstraße 14 (Karte)              | 1728-1730                  | Amtshaus der Markgräflich Badischen Verwaltung, heute Polizeirevier, erbaut 1728–30. Über der Eingangstür Badisches Wappen mit der Datierung 1763. | BW |
|                | Finanzamt                  | Wilhelmstraße 18 (Karte)              | 1908                       | Vermessungsamt, erbaut 1908 als Bürobau für das Finanzamt durch die Großherzogliche Bezirksbauinspektion Lörrach. Seit 1925 Vermessungsamt. | BW |
| Weitere Bilder | Kirche                     | Britzingen, Zehntweg 2 (Karte)        | 13. Jh.-20. Jh.            | Evangelische Pfarrkirche auf einem leichten Hügel am südöstlichen Rand des Ortes. Umgeben von ehem. Kirchhof und Substruktionsmauern sowie Zugangstreppe an der Westseite. Schon 1262 wird ein Kirchenbau in Britzingen urkundlich erwähnt. Eine Nachricht von 1468 überliefert das Patronat der Kirche: „ecclesia parrochialis santi Sebastiani“. Der Westturm, dessen Glockengeschoß durch gekuppelte Maßwerkfenster durchbrochen wird, ist noch dem 13. Jh. zuzuordnen, der Chor mit 3/8-Schluss dem 14. Jh., das flachgedeckte Langhaus dem 15. Jh. Querhäuser wurden 1906 in neugotischen Formen angefügt. Die Querarme sind gegenüber dem Langhaus durch jeweils zwei spitzbogige Arkaden auf runder Mittelstütze abgeschieden. An der Nordseite, der Evangelienseite, eine spätgotische Tür, die zur Sakristei führt. An den Außenwänden mehrere Epitaphien des 16. bis 18. Jh. Im 20. Jh. Neufassung des Innenraumes. (Sachgesamtheit) |    |